# Distretto di Wieluń
Il distretto di Wieluń (in polacco powiat wieluński) è un distretto polacco appartenente al voivodato di Łódź.

## Geografia antropica

### Suddivisioni amministrative
Il distretto comprende 10 comuni.
- Comuni urbano-rurali: Wieluń
- Comuni rurali: Biała, Czarnożyły, Konopnica, Mokrsko, Osjaków, Ostrówek, Pątnów, Skomlin, Wierzchlas